# Euro-Beachsoccer-Cup
Der Euro-Beachsoccer-Cup, kurz Euro-BS-Cup oder EBSC, war ein zuletzt im 2-Jahres-Rhythmus ausgetragener Wettbewerb im Beachsoccer, welcher auch als offizielle  Europameisterschaft galt. Organisiert wurde das Turnier von Beach Soccer Worldwide (BSWW), einer von der FIFA anerkannten Organisation für diese Sportart. Für den Euro-Beachsoccer-Cup qualifizierten sich jeweils die besten sieben Nationen der Euro-Beachsoccer-League des Vorjahres sowie der Gastgeber. Es ist derzeit mit der Euro Beach Soccer League fusioniert.

## Die Turniere im Überblick
| 1998 Details | Syrakus (Italien)    | Portugal | 3:2 | Spanien    | Italien       | 11:4          | Deutschland  |
| 1999 Details | Alicante (Spanien)   | Spanien  | 6:2 | Portugal   | Frankreich    | 8:7           | Italien      |
| 2001 Details | Maspalomas (Spanien) | Portugal | 4:3 | Spanien    | Italien       | 5:4           | Deutschland  |
| 2002 Details | Barcelona (Spanien)  | Portugal | 2:1 | Spanien    | Frankreich    | 9:6           | Italien      |
| 2003 Details | Lüttich (Belgien)    | Portugal | 6:3 | Frankreich | Spanien       | 6:3           | Deutschland  |
| 2004 Details | Lissabon (Portugal)  | Portugal | 8:3 | Spanien    | Italien       | 9:9, 1:0 i.P. | Frankreich   |
| 2005 Details | Moskau (Russland)    | Schweiz  | 4:3 | Russland   | Portugal      | 5:4           | Ukraine      |
| 2006 Details | Neapel (Italien)     | Portugal | 9:8 | Frankreich | Italien       | 6:4           | Schweiz      |
| 2007 Details | Tarragona (Spanien)  | Ukraine  | 3:0 | Frankreich | Portugal      | 2:1 n. V.     | Schweiz      |
| 2008 Details | Baku (Aserbaidschan) | Spanien  | 2:0 | Schweiz    | Aserbaidschan | 4:3           | Norwegen     |
| 2009 Details | Rom (Italien)        | Spanien  | 6:4 | Schweiz    | Portugal      | 7:5           | Ungarn       |
| 2010 Details | Rom (Italien)        | Russland | 6:4 | Portugal   | Italien       | 5:4           | Spanien      |
| 2012 Details | Moskau (Russland)    | Russland | 4:2 | Portugal   | Schweiz       | 5:4           | Italien      |
| 2014 Details | Baku (Aserbaidschan) | Spanien  | 8:6 | Schweiz    | Russland      | 7:4           | Griechenland |
| 2016 Details | Belgrad (Serbien)    | Portugal | 6:3 | Italien    | Russland      | 8:0           | Ungarn       |

### Rangliste
| Rang | Land          | Titel | Jahr(e)                                  | 2. Platz | 3. Platz | 4. Platz |
| ---- | ------------- | ----- | ---------------------------------------- | -------- | -------- | -------- |
| 1    | Portugal      | 7     | 1998, 2001, 2002, 2003, 2004, 2006, 2016 | 3        | 3        | /        |
| 2    | Spanien       | 4     | 1999, 2008, 2009, 2014                   | 4        | 1        | 1        |
| 3    | Schweiz       | 2     | 2005, 2022                               | 3        | 1        | 2        |
| 4    | Russland      | 2     | 2010                                     | 1        | 2        | /        |
| 5    | Ukraine       | 1     | 2007                                     | /        | /        | 1        |
| 6    | Frankreich    |       |                                          | 3        | 2        | 1        |
| 7    | Italien       |       |                                          | 1        | 5        | 3        |
| 8    | Aserbaidschan |       |                                          | /        | 1        | /        |
| 9    | Deutschland   |       |                                          | /        | /        | 3        |
| 10   | Griechenland  |       |                                          | /        | /        | 1        |
|      | Norwegen      |       |                                          | /        | /        | 1        |
|      | Ungarn        |       |                                          | /        | /        | 2        |